# Sarah Burke
Sarah Burke (Barrie, Canadá, 3 de septiembre de 1982–Salt Lake City, Estados Unidos, 19 de enero de 2012) fue una deportista canadiense que compitió en esquí acrobático, especialista en la prueba de halfpipe.
Ganó una medalla de oro en el Campeonato Mundial de Esquí Acrobático de 2005, en el halfpipe. Adicionalmente, consiguió seis medallas en los X Games de Invierno.
El 10 de enero de 2012 sufrió un accidente mientras entrenaba en la localidad de Park City (Utah) y tuvo que ser hospitalizada. Nueve días después falleció a causa de las complicaciones de una hemorragia intracraneal.

## Medallero internacional
| Campeonato Mundial | Campeonato Mundial | Campeonato Mundial | Campeonato Mundial |
| Año                | Lugar              | Medalla            | Prueba             |
| ------------------ | ------------------ | ------------------ | ------------------ |
| 2005               | Ruka (Finlandia)   | Medalla de oro     | Halfpipe           |

| X Games de Invierno | X Games de Invierno    | X Games de Invierno | X Games de Invierno |
| Año                 | Lugar                  | Medalla             | Prueba              |
| ------------------- | ---------------------- | ------------------- | ------------------- |
| 2005                | Aspen (Estados Unidos) | Medalla de plata    | Superpipe           |
| 2006                | Aspen (Estados Unidos) | Medalla de plata    | Superpipe           |
| 2007                | Aspen (Estados Unidos) | Medalla de oro      | Superpipe           |
| 2008                | Aspen (Estados Unidos) | Medalla de oro      | Superpipe           |
| 2009                | Aspen (Estados Unidos) | Medalla de oro      | Superpipe           |
| 2011                | Aspen (Estados Unidos) | Medalla de oro      | Superpipe           |